# Coppa dei Balcani 1936 (nazionali)
La Coppa dei Balcani 1936 (1936 Balkan Cup) fu la settima edizione della Coppa dei Balcani, competizione calcistica per nazioni. La competizione si svolse in Romania dal 17 maggio al 24 maggio 1936 e vide la partecipazione di tre squadre: Bulgaria, Grecia e Romania.

## Formula
- Qualificazioni

Nessuna fase di qualificazione. Le squadre sono qualificate direttamente alla fase finale.
- Fase finale

Girone unico - 3 squadre, giocano partite di sola andata. La vincente si laurea campione dei Balcani.

## Stadi
| Bucarest | Bucarest                                      |
| -------- | --------------------------------------------- |
| Bucarest | Stadionul Oficiul Național de Educație Fizică |
| Bucarest | Capienza: 28.000                              |
| Bucarest |                                               |

## Squadre partecipanti
| Pr. | Squadra  | Data di qualificazione certa | Partecipante in quanto | Partecipazioni precedenti al torneo              | Ultima presenza |
| --- | -------- | ---------------------------- | ---------------------- | ------------------------------------------------ | --------------- |
| 1   | Bulgaria | -                            | Qualificata di diritto | 6 (1929-1931, 1931, 1932, 1933, 1934-1935, 1935) | Bulgaria 1935   |
| 2   | Grecia   | -                            | Qualificata di diritto | 5 (1929-1931, 1932, 1933, 1934-1935, 1935)       | Bulgaria 1935   |
| 3   | Romania  | -                            | Qualificata di diritto | 5 (1929-1931, 1932, 1933, 1934-1935, 1935)       | Bulgaria 1935   |

Nella sezione "partecipazioni precedenti al torneo", le date in grassetto indicano che la nazione ha vinto quella edizione del torneo, mentre le date in corsivo indicano la nazione ospitante.

## Fase finale

### Girone unico

#### Classifica
| Pos | Squadra  | P.ti | G | V | N | P | GF | GS | DR |
| --- | -------- | ---- | - | - | - | - | -- | -- | -- |
| 1   | Romania  | 4    | 2 | 2 | 0 | 0 | 9  | 3  | +6 |
| 2   | Bulgaria | 2    | 2 | 1 | 0 | 1 | 6  | 8  | -2 |
| 3   | Grecia   | 0    | 2 | 0 | 0 | 2 | 6  | 10 | -4 |

#### Risultati
| Arbitro: | Bauwens |

|                                             |           |                          |
| Bodola 21’, 85’ Schwartz 27’, 75’ Dobay 77’ | Marcatori | 31’ Vazos 76’ Simeonidis |

| Arbitro: | Bauwens |

|                                                       |           |                                             |
| Panchev 25’, 76’ Rafailov 31’ Angelov 31’ Lozanov 73’ | Marcatori | 12’ Migiakis 69’ Vikelidis 84’, 86’ Choumīs |

| Arbitro: | Bauwens |

|                                        |           |             |
| Schwartz 10’, 55’ Ciolac 66’ Dobay 78’ | Marcatori | 35’ Angelov |

## Statistiche

### Classifica marcatori
4 reti
- Alexandru Schwartz

2 reti
- Lyubomir Angelov
- Asen Panchev
- Kōstas Choumīs
- Iuliu Bodola
- Ștefan Dobay

1 rete
- Mihail Lozanov
- Penko Rafailov
- Antonis Migiakis
- Theologos Simeonidis
- Giannis Vazos
- Kleanthis Vikelidis
- Gheorghe Ciolac